# Карлтон (Алабама)
Карлтон (енгл. Carlton) насељено је место без административног статуса у америчкој савезној држави Алабама.

## Демографија
По попису из 2010. године број становника је 65.
| Група             | 2000.    | 2010.      |
| Белци             | 0 (0,0%) | 41 (63,1%) |
| Афроамериканци    | 0 (0,0%) | 22 (33,8%) |
| Азијати           | 0 (0,0%) | 0 (0,0%)   |
| Хиспаноамериканци | 0 (0,0%) | 2 (3,1%)   |
| Укупно            | 0        | 65         |